# Joachim Dollhopf
Joachim Dollhopf (* 26. Januar 1971 in München) ist ein deutscher Regisseur und Drehbuchautor.

## Leben
Joachim Dollhopf wurde in München geboren. Er besuchte das Ignaz-Taschner-Gymnasium in Dachau und war dort in der Theatergruppe aktiv. Er absolvierte nach dem Abitur an der Ludwig-Maximilians-Universität München ein Germanistik-, Geschichts- und Soziologie-Studium. Neben dem Studium war er weiterhin Mitglied in verschiedenen Theatergruppen im Landkreis. In dieser Zeit lernte er Evi Goldbrunner kennen. 2002 ging er nach Brandenburg und begann an der Hochschule für Film und Fernsehen „Konrad Wolf“ (jetzt Filmuniversität Babelsberg) ein Regie-Studium in den Bereichen Szenischer Film und Dokumentarfilm. Hier arbeitete er bevorzugt mit der befreundeten Evi Goldbrunner zusammen, mit der er seither mehrere Filme drehte.
2004 inszenierte er eine freie Theateradaption von Robert Musils Tonka für das Maxim-Gorki-Theater in Berlin.
Der siebenminütige Kurzfilm I don't feel like dancing, bei dem 2007 auch Robby Dannenberg am Drehbuch mitschrieb, gehört zum „Next-Generation-2009“-Programm von german films. Der mehrfach ausgezeichnete Film wurde auf zahlreichen Filmfestivals in rund 40 Staaten vorgeführt und 2011 auf arte gezeigt. 2009 drehten Dollhopf und Goldbrunner mit WAGs ihren Abschlussfilm an der Filmuniversität Babelsberg, mit dem das Duo den First Steps Award 2009 in der Kategorie „Spielfilm (mittellang)“ gewann. Der Film hatte seine Weltpremiere auf den Hofer Filmtagen 2009 und wurde auf der Berlinale 2010 in der Perspektive deutsches Kino gezeigt.
2010 gründete er mit Goldbrunner die DramaQueen GmbH in Gosen-Neu Zittau. Hier ist er als Geschäftsführer für die inhaltliche und konzeptionelle Entwicklung der Stoffentwicklungs-Software DramaQueen zuständig, mit deren Hilfe Film- und Serien-Dramaturgie ins digitale Zeitalter überführt werden.
Mit Auf Augenhöhe kam im September 2016 der erste Spielfilm des Duos in die Kinos. Der Film feierte seine Weltpremiere auf dem Deutschen Kinder-Medien-Festival „Goldener Spatz“ und erhielt zahlreiche Preise auf nationalen und internationalen Festivals. Beim Deutschen Filmpreis 2017 wurde er als Bester Kinderfilm ausgezeichnet.
Joachim Dollhopf lebt in Potsdam und hat mit Evi Goldbrunner eine Tochter.

## Auszeichnungen (Auswahl)
Für I don't feel like dancing:
- 2007: Cinema for Peace Talent Award
- 2008: „Best Short Fiction“, goEast Wiesbaden
- 2009: Murnau-Kurzfilmpreis[14]
- 2009: „Best Direction Award“ in der Kategorie „Mondo Corto“, Film Festival Internazionale Cortometraggio „Salento Finibus Terrae“, San Vito dei Normanni, Italien
- 2012: „Best short film on human rights“, International Rights Film Festival „Steps“, Charkiw, Ukraine[15]
- 2012: Gewinner „International Category“, Golden Halo Awards, „Script“ International Short Film Festival, Kerala, Indien

Für WAGs:
- 2009: First Steps Award in der Kategorie „Mittellange Spielfilme“[16]

Für Auf Augenhöhe:
- 2016: Publikumspreis, Kinderfilmfest München auf dem 34. Filmfest München
- 2016: Jugend- und Kinderfilmpreis des Goethe-Instituts, 21. Internationales Filmfestival Schlingel
- 2016: Silver Gateway Award, 18th Mumbai Film Festival[17]
- 2016: Special Mention, Marburger Kinder- und Jugendfestival FINAL CUT
- 2016: Seminci Joven Award, 61st Semana Internacional de Cine de Valladolid
- 2016: Special Jury Award, 32nd Minsk International Film Festival „Listapad“
- 2016: Best Film in Section „I have Rights“, International Film Festival for Children and Young People Armenia
- 2016: Grand Prix, Okinawa Children’s Film Festival
- 2016: Kinder- und Jugendfilmpreis „Rakete“, 27. Kinofest Lünen
- 2016: Schülerfilmpreis  10+, 27. Kinofest Lünen
- 2016: „Most Uplifting Film“, International Disability Film Festival Breaking Down Barriers Moscow
- 2016: „Arthouse Cinemas Network Award“, 34th ALE KINO! International Young Audience Film Festival Poznan[18]
- 2016: Special Mention, KINOdiseea International Children’s Film Festival
- 2016: „Best Story“, SMILE International Film Festival New Delhi[19]
- 2017: Youth 4 German Cinema Award, 21st Berlin & Beyond Film Festival San Francisco
- 2017: “Best of Festival”, PTFF „Picture this… film festival“ Calgary[20]
- 2017: “Best Drama Over 30 Minutes”, PTFF „Picture this… film festival“ Calgary
- 2017: Best Feature Film, International Children’s Film Festival Bangladesh[21]
- 2017: Bester Kinderfilm, Preis der deutschen Filmkritik
- 2017: Kids Jury Award 2017, Luxembourg Film Festival[22]
- 2017: Prix spécial, 20th Montreal International Children’s Film Festival
- 2017: Golden Wings Jury Feature Film Award - Runner Up, 18th Leeds Young Film Festival[23]
- 2017: Bester Kinderfilm, Deutscher Filmpreis 2017
- 2017: Auszeichnung „Rauch-frei-Siegel“[24]
- 2017: Main Prize – Best Feature film, KINOLUB International Children’s and Youth Film Festival Poland
- 2017: 2nd Best Feature (International Live Action), 20th International Children’s Film Festival India GOLDEN ELEPHANT (ICFFI)[25]
- 2017: Kindertiger Drehbuchpreis (vergeben von Vision Kino und KiKA)[26]
- 2017: Castello D’Argento Award, Castellinaria - 30° Festival internazionale del cinema giovane Bellinzona
- 2017: UNICEF Award, Castellinaria - 30° Festival internazionale del cinema giovane Bellinzona
- 2017: Best International Feature Film, Torrecinos Film Festival (Tofifes) Panama
- 2017: Mohaq Best Feature Film Award, Ajyal Youth Film Festival Doha[27]
- 2018: Award for Best Film, KinoKino International Film Festival for Children Zagreb[28]
- 2018: Audience Award, KinoKino International Film Festival for Children Zagreb[29]
- 2018: Audience Award, 28th Europees Jeugdfilmfestival Vlaanderen Belgium[30]
- 2018: CINI Award for Best Film, CINI International Children’s Film Festival Lima
- 2018: Best Film Award, WONDERFEST Bucharest
- 2018: Grand Prix - Children Jury Award, WONDERFEST Bucharest

## Filmografie
- 2001: Trocken (Kurzfilm; Drehbuch und Regie zusammen mit Goldbrunner)
- 2002: Durst (Kurzfilm; Drehbuch und Regie zusammen mit Goldbrunner)
- 2002: Gefangen (Kurzfilm; Drehbuch und Regie)
- 2003: Neubürger (Kurzfilm; Drehbuch und Regie)
- 2005: Majella (Kurzfilm; Drehbuch und Regie zusammen mit Goldbrunner)
- 2007: Bei Anruf Matt! (Kurzfilm; Drehbuch und Regie)
- 2007: I don't feel like dancing (Kurzfilm; Drehbuch und Regie zusammen mit Goldbrunner; Mitarbeit am Drehbuch: Robby Dannenberg)
- 2009: WAGs (TV-Spielfilm; Drehbuch und Regie zusammen mit Goldbrunner)
- 2016: Auf Augenhöhe (Kinofilm; Drehbuch und Regie zusammen mit Goldbrunner)

## Theater
- 2004: Tonka, Maxim-Gorki-Theater, Berlin (freie Theateradaption nach Robert Musil)

## Schriften
- Vergleichende Stilanalyse der Filme „Der Himmel über Berlin“ und „City of Angels“. GRIN Verlag, München 2008. ISBN 978-3-638-04463-9 (online)